# Angel (Fluss)
Die Angel ist ein etwas unter 40 km langer, orografisch rechter Nebenfluss der Werse in Nordrhein-Westfalen, Deutschland.

## Name
Der Name ist abzuleiten von der indogermanischen Wurzel *ank- zur Kennzeichnung einer Krümmung. Darauf basieren germanisch *angula („Haken“) und altsächsisch angul („Angel“). Es wird vermutlich Bezug auf die gekrümmte Form des Gewässers genommen.

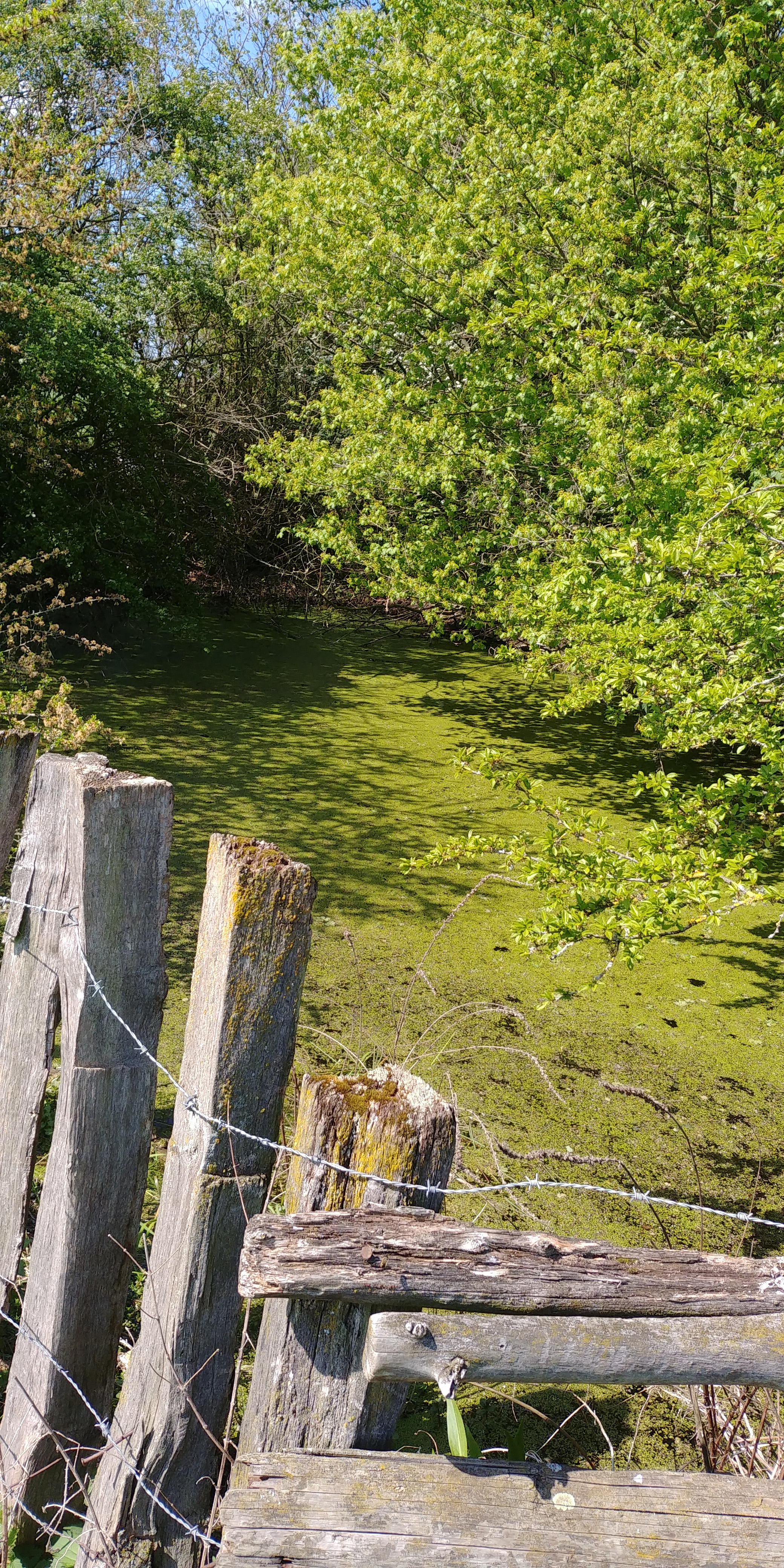
Quelle der Angel bei Vellern

## Geographie

### Verlauf
Die Angel entspringt etwa 1 km nördlich von Vellern auf einer Höhe von 132 m ü. NN einem Tümpel, in dem sich Wasser aus den unteren Bodenschichten sammelt und dann als Rinnsal abfließt. Sie verläuft insgesamt nach Nordwesten, ändert dabei jedoch öfters die Richtung zwischen nördlich und westlich.

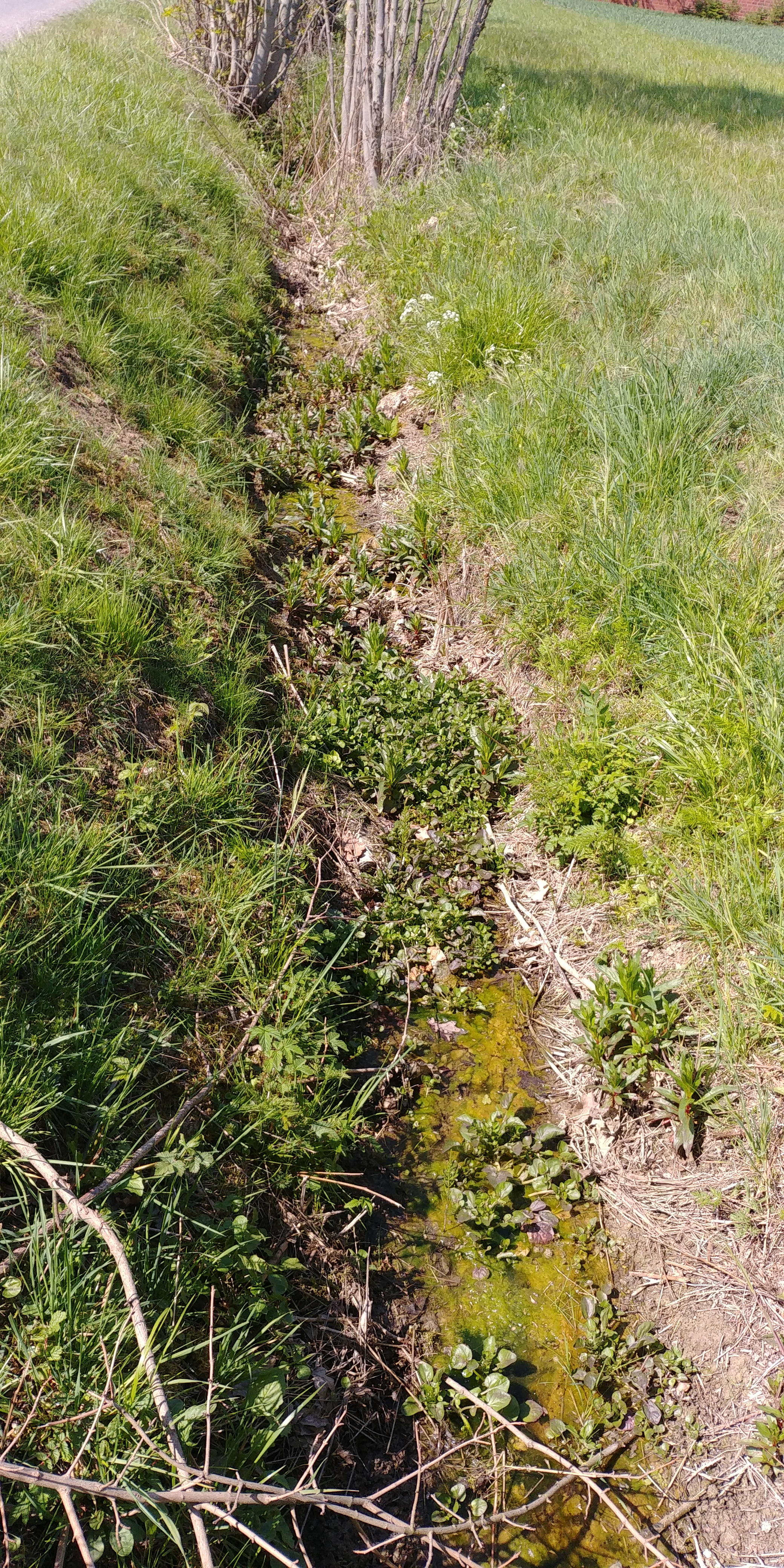
Oberlauf der Angel 100 Meter von der Quelle

Zunächst umfließt der Fluss Neubeckum im Osten und Norden, um dann nach Enniger zu laufen. Kurz vor Erreichen des südlichen Ortsrandes nimmt die Angel rechtsseitig den Biesterbach auf und passiert den Ost der Bebauubgsgrenze entlang. Weniger als drei Kilometer flussabwärts mündet links der Hellbach ein. Fast vier Kilometer weiter fließt beim Weiler Watermann ebenfalls linksseitig der Nienholtbach der Angel zu.
Vor Sendenhorst wendet sich der Lauf in fast nördliche Richtung, so dass die Ortschaft nicht berührt wird. Beim Weiler Witte münden rechtsseitig der Voßbach und wenig später der Wieninger Bach. Im folgenden Abschnitt bis Wolbeck ist der Fluss begradigt.
Wolbeck selbst durchfließt sie windungsreich. Im Ort mündet der Piepenbach in die Angel, die wenig später selbst in Angelmodde auf 48 m ü. NN rechtsseitig der Werse zuläuft.
Auf ihrem 38,2 km langen Weg durchläuft die Angel einen Höhenunterschied von 84 m, was einem mittleren Sohlgefälle von 2,2 ‰ entspricht. Dabei entwässert sie ein Einzugsgebiet von 195,134 km².

### Zuflüsse
Liste einer Auswahl von Zuflüssen von der Quelle zur Mündung.
- Merschbach, von rechts und zuletzt Nordosten nördlich von Neubeckum
- Rieckgraben, von links und Süden nördlich von Neubeckum
- Durchfließt und passiert einen Baggersee südwestlich von Ennigerloh
- Biesterbach, von rechts und Osten vor Enniger
- Hellbach, von links und Südosten bei Tönnishäuschen
- Nienholtbach, von links und Südosten südöstlich von Sendenhorst
- Schörmelgraben, von links und Südwesten aus Sendenhorst
- Voßbach, von rechts und Südosten bei Witte
- Wieninger Bach, von rechts und Ostsüdosten bei Schemmann
- Alte Angel, von links am Golfplatz bei Gut Brückhausen
- Piepenbach, von rechts und Osten in Wolbeck
- Hoffschultebach, von rechts und Ostnordosten gegenüber Angelmodde